# Исландское дорожное управление
Исландское дорожное управление (исл. Vegagerðin; слушатьо файле) — исландское  государственное  учреждение, находящийся в ведении Министерства транспорта и местного самоуправления Исландии. Занимается строительством и обслуживанием  дорог и дорожной инфраструктуры на суше, а также сооружением и эксплуатацией морских портов и маяков, управлением каботажным  (прибрежным) судоходством.

## История
В 1893 году королевским указом была учреждена должность государственного дорожного инженера (исл. Landsverkfræðingurinn), позже преобразованная в Дорожно-инженерный департамент ((исл. Landsverkfræðingstofa). Первым государственным дорожным инженером был Сигурдур Тороддсен (исл. Sigurður Thoroddsen),  который был на то время единственным  исландцем имевшим диплом инженера. Сигурдур занимал эту должность до 1904 года. После него руководителями дорожно-инженерного департамента были Йон Торлакссон и Торвальд Краббе.
В начале 1918 года дорожно-инженерный департамент был разделен на две части: Государственную дорожную администрацию (исл. Vegagerð ríkisins) под руководством управляющего Гейра Соеги и Государственную администрацию маяков и портов (исл. Vita- og hafnamálaskrifstofan) под руководством управляющего Торвальда Крабб.
Государственная дорожная администрация 1 октября 2002 года была преобразована в Управление дорожным движением Исландии (исл. Umferðarstofa Íslands), которое спустя 10 лет,  30 ноября 2012 года, реорганизовали в Исландское дорожное управление (исл. Vegagerðin) и Исландское транспортное управление (исл. Samgöngustofa). Все административные и надзорные функции, которые ранее принадлежали Управлению дорожным движением Исландии, а также лицензирование и управление движением, были переданы Исландскому транспортному управлению. В ведении Исландского дорожного управления было передано строительство и эксплуатация дорог и всей дорожной инфраструктуры (мосты, тоннели, снего-, лавино- и камнезащитные сооружения, дорожные знаки и т.п.). Также Исландскому дорожному управлению 1 июля 2013 года была передана часть функций упраздненной Исландской морской администрации (исл. Siglingastofnun Íslands) — сооружение и обслуживание морских портов и маяков, оказание услуг прибрежной навигации, содержание паромных переправ и прочее.

## Структура
Министерство транспорта и местного самоуправления назначает директора Исландского дорожного управления, который отвечает за деятельность управления, формулирует основные цели, задачи и методы работы, а также осуществляет его повседневное управление.
Исландское дорожного управление подразделяется на Центр политики и управления (исл. Miðstöð Vegagerðarinnar) и пять региональных подразделений — Южное (исл. Suðursvæði), Западное (исл. Vestursvæði), Северное (исл. Norðursvæði), Восточное (исл. Austursvæði) и Столичное (исл. Höfuðborgarsvæði). Каждое  региональное подразделение отвечает за строительство, техническое обслуживание и эксплуатацию дорожной системы, а также за предоставление пользователям дорог услуг в пределах данного региона.